# Cyonasua argentina
Il cionasua (Cyonasua argentina) è un mammifero carnivoro estinto, appartenente alla famiglia dei procionidi. Visse nel Miocene superiore e nel Pliocene (8-3 milioni di anni fa) in Sudamerica.

## Migrazioni verso Sud
Strettamente imparentato all'attuale genere Nasua, questo animale fu uno dei primi mammiferi carnivori placentali a invadere il Sudamerica, quando ancora l'istmo di Panama non era completamente formato. Si ipotizza quindi che gli antenati di questo animale abbiano raggiunto l'America meridionale tramite island hopping. A differenza degli altri carnivori dell'epoca, il cionasua possedeva canini decisamente sviluppati e robusti. Di sicuro questo animale, della taglia di una volpe, si cibava di piccoli mammiferi autoctoni come Paedotherium o i tipoteri, simili a roditori, o anche degli antenati degli attuali armadilli. È possibile, inoltre, che analogamente a molti procionidi attuali il cionasua si cibasse anche di frutta, uova e insetti.

## Resti fossili
Di questo animale sono stati rinvenuti numerosi resti nella formazione Chapadmalal, nella provincia di Buenos Aires in Argentina. Nella stessa formazione è stato rinvenuto un altro procionide fossile di dimensioni molto maggiori, Chapalmalania altaefrontis.